# 7 Syberyjski Korpus Armijny
7 Syberyjski Korpus Armijny (ros. 7-й Сибирский армейский корпус) – jeden ze związków operacyjno-taktycznych  Imperium Rosyjskiego w czasie I wojny światowej. Rozformowany w 1918.

## Podporządkowanie
- 5 Armii (do 12.08.1915)
- 12 Armii (12.08.1915 - 1.08.1916)
- 7 Armii (1.09.1916 - grudzień 1917)

## Dowódcy korpusu
- gen. piechoty  M.P. Jerofiejew (czerwiec - lipiec  1915)
- gen. lejtnant G.P. Rode (lipiec - październik 1915)
- gen. piechoty  R.D. Radko-Dmitriew (październik 1915 - marzec  1916)
- gen. lejtnant D.A. Dołgow (marzec 1916 - koniec 1916)
- gen. lejtnant  G.W. Stupin (koniec 1916 - kwiecień  1917)
- gen. lejtnant W.A. Landowskij (od kwietnia 1917)